# Orientales ecclesias
Mit der Enzyklika Orientales ecclesias  (lat.: Die östlichen Kirchen)  vom  15. Dezember 1952 schreibt Papst Pius XII. „Über die Verfolgung der orientalischen Kirche“.

Anlass dieser Enzyklika ist die Inhaftierung (1948) und der Märtyrertod (5. Oktober 1952) des bulgarischen Bischofs Vincentius Eugenio Bossilkoff aus Nicopoli, dem gleichnamigen Bistum Nicopolis. Pius XII. brachte seine Solidarität mit den Ostkirchen zum Ausdruck und erwähnte die Menschen,  

„die im Glauben ausharren und den Feinden des Christentums mit derselben unbezwingbaren Stärke widerstehen, mit der sie seinerzeit deren Vorfahren Widerstand leisteten.“

 Er hob lobend hervor, dass sie den Mut bewiesen hatten, mit dem Papst in Rom und mit ihren Oberhirten treu verbunden zu bleiben.